# 学士（口腔保健学）
学士（口腔保健学）（がくし こうくうほけんがく、英 BOH:Bachelor of Oral Health Sciences）は、日本の学士の学位の一つであって、口腔保健学を専攻分野とした者等に授与されるものである。なお、当学位は2008年3月に初めて授与された学位であるため、旧来の学士の称号の表記法である「口腔保健学士」を有する者は存在しない。

## 概要
- 歯学における学士の専門分野は長い間「学士（歯学）」のみであり、その大半が大学の歯学部歯学科を卒業した者に授与されていた。これは、看護学科や保健学科、生命科学科など細分化された学科を持つ医学部と異なり、歯学部には歯科医師を養成する歯学科しか長年存在せず、「歯学部=歯学科」という概念が持たれており、コ・メディカルである歯科衛生士や歯科技工士は専門学校課程での養成がメインであったためである。しかし近年、歯学分野の細分化や歯科衛生学、歯科技工学をより専門的に学ぶ者が増加したため、大学学部課程が設立されるようになった[2]。
- 日本初の口腔保健学（歯科衛生学）の大学学部課程を設置したのは[3]、東京医科歯科大学歯学部口腔保健学科（2004年）である[4]。
- 2008年4月より当時の独立行政法人大学評価・学位授与機構（現独立行政法人大学改革支援・学位授与機構の学位授与事業において、「学士（口腔保健学）」の学士を取得することができるようになった[5]。
- また、歯科衛生学を学ぶ短期大学や専門学校において、放送大学などの通信制大学での必要単位積立てを行い、上記の独立行政法人大学改革支援・学位授与機構の学位授与事業を利用し当該学士号を取得するカリキュラムを設置している学校も存在する[6]。

## 授与大学および機関
- 東京医科歯科大学 歯学部 口腔保健学科　（2004年4月設置）
- 広島大学 歯学部 口腔保健学科　（2005年4月設置）
- 徳島大学 歯学部 口腔保健学科　（2007年4月設置）
- 九州歯科大学 歯学部 口腔保健学科　（2010年4月設置）
- 九州看護福祉大学 看護福祉学部 口腔保健学科　（2010年4月設置）
- 大阪歯科大学 医療保健学部 口腔保健学科　（2017年4月設置）
- 徳島文理大学 保健福祉学部 口腔保健学科　（2017年4月設置）
- 独立行政法人大学改革支援・学位授与機構
- 日本歯科大学東京短期大学専攻科　（2012年4月設置）
専攻科　総合技工学専攻
専攻科　歯科技工学専攻
専攻科　歯科衛生学専攻
専攻科　口腔リハビリテーション学専攻